# Língua migaama
Migaama' também conhecido como Migama, Jongor, Djonkor, Dionkor, Dyongor, Djonkor ao Telfane) é uma língua  Afro-asiática falada no centro do Chade. Os falantes constituem a maioria da população de Bang Bang.

## Escrita
Migaama é escrito com uma versão do alfabeto latino, embora poucos falantes de Migaama possam ler sua língua, e menos ainda podem escrevê-la. Em vez disso, eles usam árabe e [[língua francesa|francês}} como línguas escritas.
Não se usam as letras F, Q, V, Z. Usam-se as formas Ɓ, Ɗ ɗ, N̰, Ŋ, R̰, Š, Ƴ

## Amostra de Texto
(John 1:1-3)
- 1.	Min diiliti maa ga Mella alɗe kelgeyya ɗa missa ya maatiki, ga gata kaaka maa gu kolaa goo Beneyyi, gata aaye paaɗe. Gata aaye ma Mella, o ga gata saa kulla ay Mella.
- 2.	Omma min kilgiyco lawwi paracco, ga gata kaaka aaye ma Mella.
- 3.	Mella kilgiyiy lawwi paracco ma gata, lekka ɗa ya maatiki ma kilgiyenta bala gata.[2]

Português
- 1. No princípio era o Verbo, e o Verbo estava com Deus, e o Verbo era Deus.
- 2. O mesmo foi no princípio com Deus.
- 3. Todas as coisas foram feitas por ele; e sem ele nada do que foi feito se fez. [3]Referências

1. ↑  Oxfam and Office National de Développement Rural (ONDR). 2016. Atlas de la vulnérabilité dans le Guera. Première partie: synthèse regional. 2nd edition (updated from 2013 edition). PASISAT (Projet d’Appui à l’Amélioration du Système d’Information sur la Sécurité Alimentaire au Tchad).
2. ↑  Bible.com
3. ↑  King James Bible